# AT-Befehlssatz

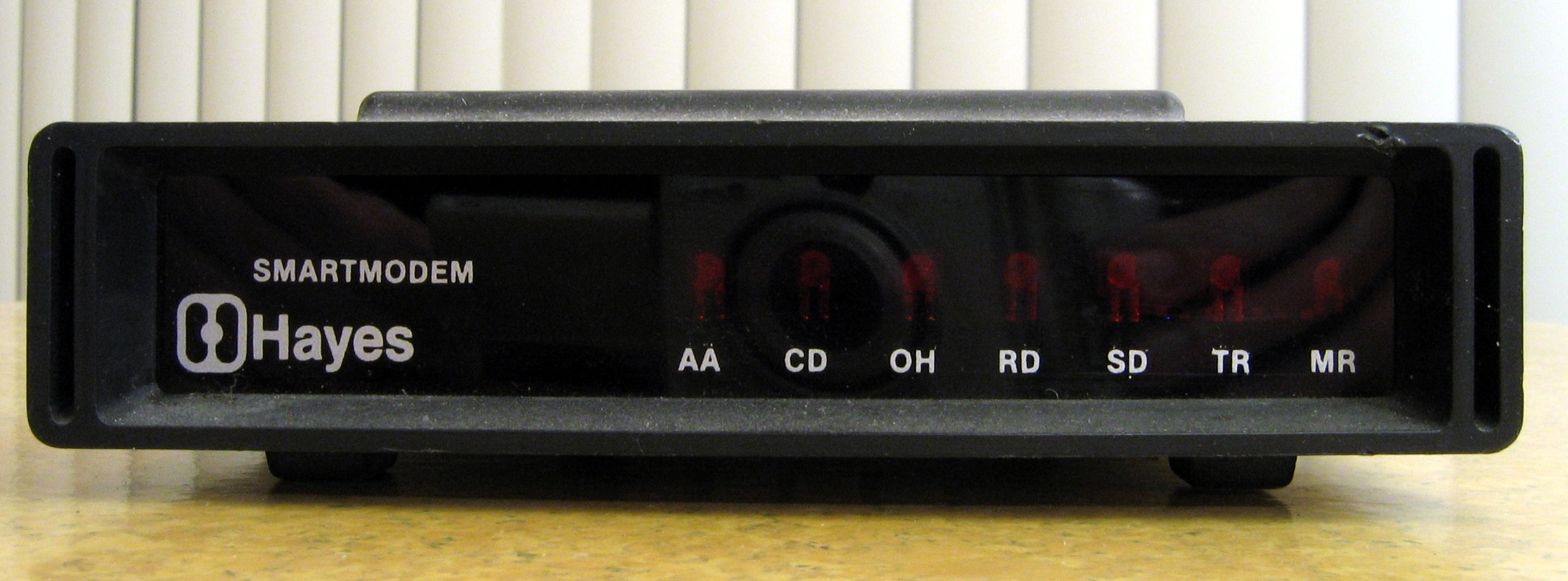
Erstes Modem mit AT-Befehlssatz: Hayes Smartmodem (1981)

Unter AT-Befehlssatz versteht man einen Satz ursprünglich von der Firma Hayes Microcomputer Products entwickelter und zum Industriestandard gewordener Befehle zum Konfigurieren und Parametrieren von Modems. Die Zeichen „AT“ stehen dabei für „attention“ und müssen vor jedem Befehl gesendet werden. Durch Ausmessen der Länge der einzelnen Bits wird damit die Übertragungsgeschwindigkeit der Schnittstelle automatisch ermittelt.
Das erste Modem mit diesem Befehlssatz wurde 1981 von Hayes unter dem Namen Smartmodem verkauft.
Ein Gerät, das den AT-Befehlssatz beherrscht, wird auch als Hayes-kompatibel bezeichnet. Teilweise wurde dieser Befehlssatz von der ITU-T in die Empfehlung V.25ter umgesetzt; der heutige Name ist V.250. Der Einsatz dieses Standards macht den Einsatz von gerätespezifischen Modemtreibern in der Praxis entbehrlich.
Unter Windows kommt bis Version 3.x ein nativer Standardtreiber des Betriebssystems zum Einsatz, der unter Verwendung des AT-Befehlssatzes das Modem steuert. Seit Windows 95 können auch gerätespezifische Gerätetreiber für Modems verwendet werden, so dass eine „Hayes-Kompatibilität“ unter Windows nicht mehr zwingend nötig ist und deshalb in einigen Modems nicht mehr implementiert sein muss. Das kann allerdings den Einsatz dieser nicht Hayes-kompatibelen Geräte unter anderen Betriebssystemen erschweren oder sogar zu anderen Modems ausschließen, wenn keine speziellen Treiber zur Verfügung stehen.

## Klassen
Der AT-Befehlssatz gliedert sich in vier Klassen:
basic command setDieses Set enthält die grundlegenden Befehle, wie z. B. Hörer auflegen, Lautstärke einstellen. Die Befehle setzen sich aus der Zeichenfolge AT gefolgt von einem Buchstaben und evtl. nachfolgenden Ziffern zusammen. Groß/Kleinschreibung ist egal, da sich diese Zeichen im ASCII nur in einem Bit unterscheiden und dieses Bit ignoriert wird.
Beispiel: ATD1234 bedeutet: Achtung (Attention), wähle (Dial) die Rufnummer 1234.
extended oder enhanced command setDabei handelt es sich um den erweiterten Befehlssatz (hardwarenahe Einstellungen, wie z. B. Modemtest oder Datenkompression). Die Befehle setzen sich aus einem AT&, AT+, AT% oder AT* gefolgt von einem Buchstaben und ggf. einer Ziffer zusammen.
special command setSpezialbefehle
register command setBefehle, die direkt auf den Registersatz wirken.
- ATS2? liefert den Wert aus Register 2
- ATS2=6 weist dem Register 2 den Wert 6 zu